# Кесаев, Станислав Магометович
Станисла́в Магоме́тович Кеса́ев (16 июля 1950, Дигора — 15 июля 2025) — председатель Конституционного Суда Республики Северная Осетия-Алания, профессор, депутат парламента Республики Северной Осетии — Алании второго, третьего и четвёртого созывов, кандидат юридических наук.

## Биография
Родился 16 июля 1950 года в г. Дигора Северо-Осетинской АССР. По образованию — юрист: окончил юридический факультет Северо-Осетинского государственного университета (1972), защитил кандидатскую диссертацию в Ленинградском государственном университете им. А. А. Жданова (1977).
С мая 1999 года по июнь 2005 года — Заместитель председателя парламента Республики Северная Осетия-Алания, после — Первый заместитель председателя парламента Республики Северная Осетия-Алания.
Профессор, заведующий кафедрой теории и истории государства и права юридического факультета Северо-Осетинского государственного университета им. К. Л. Хетагурова.
Руководитель созданной парламентом независимой комиссии по расследованию обстоятельств террористического акта в г. Беслан.
Умер 15 июля 2025 года, за день до своего 75-летия.

## Награды
- Орден Дружбы (7 мая 2001 года) — за высокие достижения в производственной деятельности, укрепление дружбы и сотрудничества между народами и многолетний добросовестный труд[4]
- Медаль ордена «За заслуги перед Отечеством» I степени (15 марта 2021 года) — за заслуги в укреплении законности, защите прав и интересов граждан, многолетнюю добросовестную работу[5]
- Медаль ордена «За заслуги перед Отечеством» II степени (5 августа 2011 года) — за активное участие в законотворческой деятельности и многолетнюю добросовестную работу[6]
- Орден Почёта (2010, Южная Осетия) — за большой личный вклад в дело укрепления мира и стабильности на Кавказе, заслуги в развитии межпарламентских отношений, многолетнюю законотворческую деятельность и в связи с 60-летием со дня рождения[7]
- Орден Дружбы (2006, Южная Осетия)[8]
- Орден «Слава Осетии» (2020, Северная Осетия)[9]
- Медаль «Во славу Осетии» (Северная Осетия)[10]
- Благодарностью Председателя Совета Федерации Федерального Собрания Российской Федерации[10]